# Jeffrey Spender
Pour les articles homonymes, voir Spender.
Jeffrey Frank Spender est un personnage de fiction de la série X-Files, joué par l'acteur Chris Owens.
Jeffrey est le fils de Cassandra et Carl Gerhard Bush Spender (L'homme à la cigarette), et ainsi donc le demi-frère de Fox Mulder et l'oncle de Jackson Van de Kamp (né William Scully).
Il apparaît pour la première fois dans l'épisode Patient X de la cinquième saison en tant qu'antagoniste, jeune agent du FBI carriériste qui nourrit une certaine antipathie envers Mulder. Après l'éviction de ce dernier des affaires non classées (orchestrée grâce à la connivence de Jeffrey avec l'homme à la cigarette, qui lui a avoué leur parenté et souhaite l'intégrer dans le Syndicat, ce que Jeffrey échouera à faire après s'être confronté avec Alex Krycek à l'une des formes de vie extraterrestres), il y prend un temps sa place (s'attirant les foudres de Scully), jusqu'à la sixième saison et la conclusion de l'épisode Toute la vérité, 2e partie (One Son), où il est abattu au visage par un tir de son père et présumé mort.
Jeffrey, affreusement défiguré après des expériences menées sur ordre de son père, fait ensuite son retour (sous le nom de Daniel Miller) dans l'épisode William, puis dans le double épisode final de la neuvième saison. 
Après la reprise de la série en 2016, Jeffrey Spender réapparaît deux ans plus tard dans les premier et dernier épisodes de la saison 11 (La Vérité est ailleurs, 3e et  4e partie), avec son apparence reconstituée bien que gardant des cicatrices : il essuie une agression avortée d'un homme de main inconnu. On apprend durant sa visite de Scully à l'hôpital qu'il est la personne de confiance à qui elle avait chargé à l'époque (ainsi qu'à son propre insu) de s'occuper de l'adoption de William. Jeffrey par loyauté, a ensuite gardé jusque-là secret (avant que Scully elle-même ne lui demande de le briser) le seul indice leur permettant de retrouver William : son nom de famille d'adoption, Van de Kamp. Il ne croit pas Scully quand elle lui affirme que son père (l'homme à la cigarette) serait encore en vie.